# 54-й меридіан західної довготи
54-й меридіан західної довготи — лінія довготи, що лежить на 54 градуси західніше Гринвіцького меридіана. Вона проходить від Північного полюса через Північний Льодовитий океан, Гренландію, Північну Америку, Атлантичний океан, Південну Америку, Південний океан та Антарктиду до Південного полюса.
54-й меридіан західної довготи формує велике коло разом із 126-тим меридіаном східної довготи.

## Список географічних об'єктів, що перетинає 54° зх. д.
Починаючи на Північному полюсі та рухаючись до Південного полюса, 54-й меридіан західної довготи проходить через:
| Координати                                                 | Країна, територія або море   | Примітки                                                                               |
| ---------------------------------------------------------- | ---------------------------- | -------------------------------------------------------------------------------------- |
| 90°0′ пн. ш. 54°0′ зх. д. / 90.000° пн. ш. 54.000° зх. д.  | Північний Льодовитий океан   |                                                                                        |
| 83°37′ пн. ш. 54°0′ зх. д. / 83.617° пн. ш. 54.000° зх. д. | Море Лінкольна               |                                                                                        |
| 82°16′ пн. ш. 54°0′ зх. д. / 82.267° пн. ш. 54.000° зх. д. | Гренландія                   | Проходить через Землю Ньєбо[en]                                                        |
| 71°26′ пн. ш. 54°0′ зх. д. / 71.433° пн. ш. 54.000° зх. д. | Море Баффіна                 | Проходить західніше острова Іллорсуїт[en], Гренландія                                  |
| 70°49′ пн. ш. 54°0′ зх. д. / 70.817° пн. ш. 54.000° зх. д. | Гренландія                   | Проходить через півострів Нууссуак                                                     |
| 70°24′ пн. ш. 54°0′ зх. д. / 70.400° пн. ш. 54.000° зх. д. | Суллорсуак                   |                                                                                        |
| 70°17′ пн. ш. 54°0′ зх. д. / 70.283° пн. ш. 54.000° зх. д. | Гренландія                   | Проходить через острів Діско                                                           |
| 69°34′ пн. ш. 54°0′ зх. д. / 69.567° пн. ш. 54.000° зх. д. | Дейвісова протока            | Проходить західніше острова Гренландія                                                 |
| 60°0′ пн. ш. 54°0′ зх. д. / 60.000° пн. ш. 54.000° зх. д.  | Атлантичний океан            | Море Лабрадор Проходить східніше острова Фого[en], Ньюфаундленд і Лабрадор, Канада     |
| 49°27′ пн. ш. 54°0′ зх. д. / 49.450° пн. ш. 54.000° зх. д. | Канада                       | Ньюфаундленд і Лабрадор — проходить через острів Ньюфаундленд                          |
| 47°45′ пн. ш. 54°0′ зх. д. / 47.750° пн. ш. 54.000° зх. д. | Затока Пласеншія[en]         |                                                                                        |
| 47°19′ пн. ш. 54°0′ зх. д. / 47.317° пн. ш. 54.000° зх. д. | Канада                       | Ньюфаундленд і Лабрадор — проходить через півострів Авалон[en] на острові Ньюфаундленд |
| 46°50′ пн. ш. 54°0′ зх. д. / 46.833° пн. ш. 54.000° зх. д. | Атлантичний океан            |                                                                                        |
| 5°46′ пн. ш. 54°0′ зх. д. / 5.767° пн. ш. 54.000° зх. д.   | Суринам                      | Проходить через крайню північно-східну точку країни — приблизно на 10 км               |
| 5°40′ пн. ш. 54°0′ зх. д. / 5.667° пн. ш. 54.000° зх. д.   | Франція                      | Французька Гвіана                                                                      |
| 3°39′ пн. ш. 54°0′ зх. д. / 3.650° пн. ш. 54.000° зх. д.   | Суринам                      | Приблизно на 13 км                                                                     |
| 3°33′ пн. ш. 54°0′ зх. д. / 3.550° пн. ш. 54.000° зх. д.   | Франція                      | Французька Гвіана — проходить через територію, на яку претендує Суринам                |
| 2°13′ пн. ш. 54°0′ зх. д. / 2.217° пн. ш. 54.000° зх. д.   | Бразилія                     | Амапа Пара Мату-Гросу Мату-Гросу-ду-Сул Парана                                         |
| 25°34′ пд. ш. 54°0′ зх. д. / 25.567° пд. ш. 54.000° зх. д. | Аргентина                    |                                                                                        |
| 27°12′ пд. ш. 54°0′ зх. д. / 27.200° пд. ш. 54.000° зх. д. | Бразилія                     | Ріу-Гранді-ду-Сул                                                                      |
| 31°55′ пд. ш. 54°0′ зх. д. / 31.917° пд. ш. 54.000° зх. д. | Уругвай                      |                                                                                        |
| 34°31′ пд. ш. 54°0′ зх. д. / 34.517° пд. ш. 54.000° зх. д. | Атлантичний океан            |                                                                                        |
| 60°0′ пд. ш. 54°0′ зх. д. / 60.000° пд. ш. 54.000° зх. д.  | Південний океан              |                                                                                        |
| 61°5′ пд. ш. 54°0′ зх. д. / 61.083° пд. ш. 54.000° зх. д.  | Південні Шетландські острови | Проходить через острів Кларенс — претендують Аргентина, Чилі та Велика Британія        |
| 61°14′ пд. ш. 54°0′ зх. д. / 61.233° пд. ш. 54.000° зх. д. | Південний океан              |                                                                                        |
| 76°39′ пд. ш. 54°0′ зх. д. / 76.650° пд. ш. 54.000° зх. д. | Антарктида                   | Проходить через територію, на яку претендують Аргентина, Чилі та Велика Британія       |